# Ligue 1 2008/2009
Ligue 1 v sezóně 2008/2009 se hrála od 9. srpna 2008 do 30. května 2009. Byl to celkově 71. ročník jednotné francouzské ligové soutěže. Mistrem se stal tým Girondins de Bordeaux a získal celkově 6. titul. Nejlepším střelcem ročníku se stal André-Pierre Gignac z Marseille se 24 brankami a nejlepším nahrávačem Michel Bastos z Lille s 9 nahrávkami.

## Informace o účastnících
| Klub                             | Město         | Trenér             | Stadión           | Kapacita |
| -------------------------------- | ------------- | ------------------ | ----------------- | -------- |
| Auxerre                          | Auxerre       | Jean Fernández     | L'Abbé-Deschamps  | 23 467   |
| Caen                             | Caen          | Franck Dumas       | Michel d'Ornano   | 21 500   |
| Girondins Bordeaux               | Bordeaux      | Laurent Blanc      | Jacques C-Delmas  | 35 200   |
| Grenoble Foot                    | Grenoble      | Mécha Baždarević   | Des Alpes         | 20 068   |
| Le Havre                         | Le Havre      | Jean Marc Nobilo   | Jules Deschaseaux | 16 382   |
| Le Mans                          | Le Mans       | Arnaud Cormier     | Léon-Bollée       | 17 500   |
| Lille                            | Lille         | Rudi García        | Lille-Metropole   | 18 185   |
| Lorient                          | Lorient       | Christian Gourcuff | du Moustoir       | 16 910   |
| Olympique Lyon                   | Lyon          | Claude Puel        | Gerland           | 41 044   |
| Olympique Marseille              | Marseille     | Eric Gerets        | Vélodrome         | 60 031   |
| Monaco                           | Monako        | Ricardo Gomes      | Louis II          | 18 521   |
| Nancy-Lorraine                   | Nancy         | Pablo Correa       | Marcel Picot      | 20 085   |
| Nantes                           | Nantes        | Élie Baup          | La Beaujoire      | 38 486   |
| Nice                             | Nice          | Frédéric Antonetti | Stade du Ray      | 18 696   |
| Paris Saint-Germain              | Paříž         | Paul Le Guen       | Parc des Princes  | 48 712   |
| Stade Rennes                     | Rennes        | Guy Lacombe        | Route de Lorient  | 31 127   |
| Saint-Étienne                    | Saint-Étienne | Alain Perrin       | Geoffroy-Guichard | 35 616   |
| Sochaux-Montbéliard              | Sochaux       | Francis Gillot     | Auguste Bonal     | 25 200   |
| Toulouse                         | Toulouse      | Alain Casanova     | Stade de Toulouse | 35 472   |
| Valenciennes                     | Valenciennes  | Antoine Kombouaré  | Stade Nungesser   | 16 547   |
| Aktuální k datu: 20. května 2009 |               |                    |                   |          |

## Konečná tabulka
| Poř. | Tým                   | Z  | V  | R  | P  | VG | OG | B  |
| ---- | --------------------- | -- | -- | -- | -- | -- | -- | -- |
| 1.   | Girondins de Bordeaux | 38 | 24 | 8  | 6  | 64 | 34 | 80 |
| 2.   | Olympique Marseille   | 38 | 22 | 11 | 5  | 67 | 35 | 77 |
| 3.   | Olympique Lyon        | 38 | 20 | 11 | 7  | 52 | 29 | 71 |
| 4.   | Toulouse              | 38 | 16 | 16 | 6  | 45 | 27 | 64 |
| 5.   | Lille                 | 38 | 17 | 13 | 8  | 51 | 39 | 64 |
| 6.   | Paris Saint-Germain   | 38 | 19 | 7  | 12 | 49 | 38 | 64 |
| 7.   | Stade Rennes          | 38 | 15 | 16 | 7  | 42 | 34 | 61 |
| 8.   | Auxerre               | 38 | 16 | 7  | 15 | 35 | 35 | 55 |
| 9.   | Nice                  | 38 | 13 | 11 | 14 | 40 | 41 | 50 |
| 10.  | Lorient               | 38 | 10 | 15 | 13 | 47 | 47 | 45 |
| 11.  | Monaco                | 38 | 11 | 12 | 15 | 41 | 45 | 45 |
| 12.  | Valenciennes          | 38 | 10 | 14 | 14 | 35 | 42 | 44 |
| 13.  | Grenoble Foot         | 38 | 10 | 14 | 14 | 24 | 37 | 44 |
| 14.  | Sochaux-Montbéliard   | 38 | 10 | 12 | 16 | 40 | 48 | 42 |
| 15.  | Nancy-Lorraine        | 38 | 10 | 12 | 16 | 38 | 47 | 42 |
| 16.  | Le Mans               | 38 | 10 | 10 | 18 | 43 | 54 | 40 |
| 17.  | Saint-Étienne         | 38 | 11 | 7  | 20 | 40 | 56 | 40 |
| 18.  | Caen                  | 38 | 8  | 13 | 17 | 42 | 49 | 37 |
| 19.  | Nantes                | 38 | 9  | 10 | 19 | 33 | 54 | 37 |
| 20.  | Le Havre              | 38 | 7  | 5  | 26 | 30 | 67 | 26 |

Poznámky:
- Z = Odehrané zápasy; V = Vítězství; R = Remízy; P = Prohry; VG = Vstřelené góly; OG = Obdržené góly; B = Body
- Klub EA Guingamp z Ligue 2 si postup do 4. předkola EL vybojoval vítězstvím ve francouzském poháru Coupe de France.

|  | Liga mistrů 2009/2010                      |
|  | Liga mistrů 2009/2010 – 4. předkolo        |
|  | Evropská liga UEFA 2009/2010 – 4. předkolo |
|  | Evropská liga UEFA 2009/2010 – 3. předkolo |
|  | Sestup do Ligue 2                          |

## Nejlepší střelci
| Pořadí | Hráč                | Tým                 | VG |
| ------ | ------------------- | ------------------- | -- |
| 1.     | André-Pierre Gignac | Toulouse            | 24 |
| 2.     | Guillaume Hoarau    | Paris Saint-Germain | 17 |
|        | Karim Benzema       | Olympique Lyon      | 17 |
| 4.     | Michel Bastos       | Lille               | 14 |
|        | Ireneusz Jeleń      | Auxerre             | 14 |
|        | Steve Savidan       | Caen                | 14 |
| 7.     | Fernando Cavenaghi  | Girondins Bordeaux  | 13 |
|        | Marván Šamach       | Girondins Bordeaux  | 13 |
|        | Mamadou Niang       | Olympique Marseille | 13 |
| 10.    | Yoann Gourcuff      | Girondins Bordeaux  | 12 |
| 11.    | Loïc Rémy           | Nice                | 11 |
|        | Kévin Gameiro       | Lorient             | 11 |
|        | Mevlut Erding       | Sochaux-Montbéliard | 11 |
|        | Youssouf Hadji      | Nancy-Lorraine      | 11 |